# Гассо фон Ведель
Гассо Едуард Ахац фон Ведель (нім. Hasso Eduard Achaz von Wedel; 20 листопада 1898, Штаргард-ін-Поммерн — 3 січня 1961, Герден) — німецький офіцер, генерал-майор вермахту. Кавалер Лицарського хреста Хреста Воєнних заслуг з мечами.

## Біографія
Виходець з дворянського роду, Закінчивши кадетське училище і 10 серпня 1914 року поступив на службу в 9-й гренадерський піхотний полк графа Гнейзенау. У період Першої світової війни Ведель деякий час виконував обов'язки офіцера-ординарця в 211-й піхотній бригаді. Молодий офіцер також брав участь в бойових діях.
Поразка у війні, крах монархії і серйозне скорочення збройних сил болісно вдарили по німецькому офіцерському корпусу. Однак фон Веделю пощастило. Він залишився в рейхсвері і 1 жовтня 1919 року одержав призначення в 3-й піхотний полк.
У жовтні 1920 року Веделя перевели в 4-й піхотний полк. З жовтня 1924 по вересень 1926 року Ведель був прикомандирований до штабу 2-ї дивізії, на базі якого, в обхід Версальського договору, були організовані секретні курси з підготовки офіцерів Генерального штабу. 2 роки по тому Ведель знову побував на цих курсах, але вже офіцером, який приїхав підвищувати свої знання і кваліфікацію.
В липні 1932 року переведений на навчання в академію Генерального штабу. У 1936 році направлений на військову стажування в 6-й кулеметний батальйон, в якому випускник академії протягом року командував ротою.
Після стажування Веделя перевели в Імперське військове міністерство. 1938 рік став для офіцера переломним: його призначили керівником прес-служби при ОКВ, а трохи пізніше — начальником новоствореного відділу пропаганди вермахту. 1 квітня 1939 року його відділ був розгорнутий в управління. Вже під час війни відділ був перетворено в Управлінську групу. Йому, як «шефу військ пропаганди», підпорядковувалися пропагандистські підрозділи вермахту і військ СС.
Після війни Гассо фон Ведель був заарештований, але в ув'язненні перебував недовго — вже в середині травня 1946 року його випустили на свободу. З досвідом, яким він володів, вирішили ближче познайомитися спецслужби союзників, які вивчали форми і методи нацистської пропаганди. Колишній шеф військ пропаганди охоче допоміг їм у цьому. Незадовго до смерті завершив книгу спогадів «Війська пропаганди німецького вермахту», опубліковану в 1962 році.

## Діяльність
Ведель проявив себе як автор численних методичок і видань, які популяризують військову службу. З-під його пера вийшли такі роботи, як «Нова німецька армія», «Військова підготовка і народне виховання», «Велику Німеччину армія», «20 років німецького вермахту» тощо.

### Керівник пропаганди
З ім'ям Веделя було пов'язано і насадження в армійській пропаганді антисемітизму. Ведель, як і Лев Мехліс в СРСР, прагнув до того, щоб пропаганда пронизувала собою все життя німецьких військовослужбовців. Для цього випускалося величезна кількість найрізноманітніших матеріалів, які формували у німецьких солдатів «правильний світогляд».
Готуючись до війни проти СРСР, управління Веделя сконструювало концепцію ідеологічної обробки червоноармійців і населення окупованих територій. Основну роботу в цьому напрямку вела група IV, яка відповідала за ведення «активної пропаганди на противника».
Директива ОКВ від 6 червня 1941 року відображає суть «напрацювань» Веделя: «Ворогом Німеччини не є народи Радянського Союзу, а виключно єврейсько-більшовицький уряд з усіма підпорядкованими йому працівниками і комуністична партія.» При цьому в директиві рекомендувалося уникати таких виразів, як «Росія», «росіяни», «російські збройні сили». Замість них слід було говорити: «Радянський Союз», «народи Радянського Союзу», «Червона Армія».
Військовослужбовцям РККА німецькі листівки розписували переваги полону, а населенню окупованих областей — за допомогою численних газет і журналів — прищеплювалась думка, що «більшовизм більше не повернеться», тому необхідно зберігати лояльність «новим порядком». Крім того, в пропагандистських матеріалах розпалювалася антисемітська тема.

### Роти пропаганди
Для впровадження всіх цих ідей в свідомість бійців і командирів РККА, а також населення окупованих областей до початку війни було сформовано 19 рот пропаганди [3] (12 в сухопутних військах, 4 — у ВПС і 3 -— у флоті), а також 4 взводи військових кореспондентів («Північ», «Центр», «А» і «Б»).
В цілому під час війни було створено 33 роти пропаганди і спеціальна «команд
а майстрів образотворчого мистецтва», до складу якої входили 100 військових живописців і 150 художників-оформлювачів. Крім того, Веделю підпорядковувалося пропагандистське формування полкового рівня СС — штандарт СС «Курт Еггерс» на чолі з головним редактором газети «Чорний корпус» штандартенфюрером СС Гюнтером д'Алькеном. Найбільшої чисельності — близько 15 тисяч осіб — війська пропаганди вермахту досягли в середині 1942 року.
Німецькі роти пропаганди мали потужний вплив на населення захоплених областей Радянського Союзу. При активній і безпосередній участі командирів і особового складу пропагандистських підрозділів створювалися і виходили великими тиражами окупаційні газети і брошури, такі як Signal. До цієї роботи залучалися «добровільні помічники», колабораціоністські журналісти, які зробили своїм німецьким колегам велику послугу в справі розпалювання ненависті до більшовиків і євреїв. Тільки російською мовою німецькі пропагандисти поширили близько 500 найменувань періодичних видань. Тиражі деяких зразків пропагандистської продукції досягав 1.5 млн примірників.
Крім усього іншого, під контролем військовослужбовців і співробітників рот пропаганди розроблялися курси лекцій для аудиторії, що складалася з вчителів та інших представників інтелігенції, міських і сільських посадових осіб — старост, бургомістрів, начальників поліції різного рівня. Величезна увага була приділена і пропаганді збройного колабораціонізму.
Незважаючи на те що німецькій військовій пропаганді вдалося спочатку домогтися серйозних результатів, подальший її ефект став знижуватися. Не в останню чергу це було пов'язано з жорстокою політикою німецької влади в захоплених областях, а також з очевидними успіхами Червоної Армії.
На останньому етапі війни управління Веделя чисельно значно скоротилося. Коли бойові дії розгорнулися на території Німеччини, всі повноваження по пропагандистської діяльності взяв на себе Йозеф Геббельс, до самої капітуляції вселяє своєї аудиторії надію на «чудо-зброю» і рішучий поворот у війні.

## Сім'я
8 листопада 1920 року Ведель одружився з Ерною Рамм, у них народилася дочка. 24 липня 1931 року Ерна померла. Ведель рік носив траур, а потім знайшов нову супутницю життя, Маргариту Кеппен, що народила майбутнього начальнику армійської пропаганди трьох синів.

## Нагороди
- Залізний хрест 2-го і 1-го класу
- Ганзейський Хрест (Бремен)
- Почесний хрест ветерана війни з мечами
- Медаль «За вислугу років у Вермахті» 4-го, 3-го, 2-го і 1-го класу (25 років)
- Хрест Воєнних заслуг 2-го і 1-го класу з мечами
- Лицарський хрест Хреста Воєнних заслуг з мечами

### Автор
- Schießtechnik und Taktik des einzelnen f. M.G. in 26 Kampfaufgaben mit Lösungen. Verlag «Offene Worte», Berlin 1928.
- Der Schütze. Hilfsb. f. d. Dienstunterricht d. Rekruten d. Schützenkompanie. R. Schröder, Berlin 1935.
- Der s. M.-G.-Schütze. Hilfsb. f. d. Schützen u. Fahrer e. M.-G.-Komp. R. Schröder, Berlin 1935.
- Das neue deutsche Heer (= Lichtbildreihe; W 1, Bildband Nr. 345). Deutsche Lichtbild-Gesellschaft, Berlin 1936.
- Der Fernsprecher. Hilfsb. f. d. Dienstunterricht d. Fernsprech-Rekruten d. Nachrichtentruppe u. d. Truppennachrichtenverbände. R. Schröder, Berlin 1936.
- mit Otto von Rohr: Der Kanonier. Hilfsb. f. d. Kanonier u. Fahrer d. leichten Feldhaubitz-Batterie betreffend d. 1. F.-H. 16 u. d. 1. f.-H. 18. 2. durchgesehene Auflage unter Berücksichtigung aller neuen Vorschriften und inzwischen eingetretenen Änderungen. R. Schröder, Berlin 1937/38.
- mit Ernst Haidlen: Der Panzerabwehrschütze. Hilfsbuch f. d. Ausbildg d. Schützen u. Fahrers d. mot. Panzerabwehrkompanien. Unter Berücks. aller neuen Vorschriften. R. Schröder, Berlin 1938.
- Wehrerziehung und Volkserziehung. Hanseatische Verlags Anstalt, Hamburg 1938.
- Das großdeutsche Heer (= Lichtbildreihe; W 4, Bildband Nr. 420). Deutsche Lichtbild-Gesellschaft, Berlin 1938.
- Das großdeutsche Heer (= Schriften der Hochschule für Politik; 2, H. 25). Junker & Dünnhaupt, Berlin 1939.
- Die 37. Division greift an. Ein Buch vom neuen deutschen Heer. Mit Bildern von Erich Döbrich. Breitkopf & Härtel, Leipzig sowie Junge Generation, Berlin 1939.
- Zwanzig Jahre deutsche Wehrmacht. Mittler, Berlin 1939.
- Großdeutschlands Wehrmacht. Industrieverlag Spaeth & Linde, Berlin und Wien 1940.
- mit Henrich Hansen: Der Kampf im Westen. Raumbild- und Farbaufnahmen. Oberkommando der Wehrmacht (= Die Soldaten des Führers im Felde / Wedel; Bd. 2). Raumbild-Verlag, München 1940.
- Stadt und Garnison Hannover. Ein Führer durch Vergangenheit und Gegenwart. Bernard & Graefe, Frankfurt am Main 1959.
- Hermann Teske (Hrsg.): Die Propagandatruppen der Deutschen Wehrmacht (= Die Wehrmacht im Kampf; Bd. 34). Vowinckel, Neckargemünd 1962.

### Видавець
- Der Feldherr Adolf Hitler und seine Marschälle. Heling, Leipzig 1941.